# Terri Lyne Carrington
Terri Lyne Carrington (ur. 4 sierpnia 1965 w Medford w stanie Massachusetts) – amerykańska wokalistka, kompozytorka i perkusistka. 

## Życiorys
Naukę gry na instrumencie rozpoczęła w wieku siedmiu lat. Laureatka NEA Jazz Masters 2021. W wieku jedenastu lat otrzymała stypendium na amerykańskiej uczelni Berklee College of Music, gdzie w 2003 roku otrzymała honorowy tytuł doktora, obecnie zaś jest wykładowcą na wspomnianej uczelni.
Współpracowała z takimi wykonawcami jak Herbie Hancock, Wayne Shorter, Al Jarreau, Clark Terry, Lester Bowie, Pharaoh Sanders, Pat Metheny, The Yellow Jackets, Lalah Hathaway, Joe Sample, Niels Petter Molvaer, Randy Brecker, Mike Stern, Lars Daniellson, Michael Brecker, Gerald Albright, Keith Jones, Nguyên Lê, Don Alias, John Scofield, Arsenio Hall Show, John Beasley, David Benoit, Paul Bollenback, Sekou Bunch, Niels Lan Doky, Chris Minh Doky, Dee Dee Bridgewater, Ruth Floyd, Gabrielle Goodman, Cornelius Claudio Kreusch, Mulgrew Miller, James Moody, Danilo Perez, John Patitucci, Patsy Moore, Greg Osby, Dianne Reeves, Nino Tempo, Gary Thomas, Luis Conte, Ira Coleman, Cassandra Wilson, Bob Hurst, Wallace Roney, Kevin Eubanks, Greg Kirsten, Munyungo Jackson, Jeff Richmond, Phil Upchurch, Russell Ferrante, Ernie Watts oraz Master Henry.

## Dyskografia (wybór)
Terri Lyne Carrington
- Real Life Story
- Jazz is a Spirit
- Structure

Cassandra Wilson
- Blue Skies (1988)
- Glamoured (2003)

Dianne Reeves
- Art & Survival (1993)
- I Remember (1988)
- Quiet After The Storm  (1994)
- That Day (1997)

Herbie Hancock
- Gershwin’s World (1998)

John Patitucci
- Sketchbook  (1990)

John Scofield
- Flat Out (1989)
- Liquid Fire (2008)